# Piotr Duda (piłkarz)
Piotr Duda (ur. 1 września 1981 w Mielcu) – polski piłkarz, obrońca, w polskiej ekstraklasie zawodnik Ruchu Chorzów, Wisły Płock i Polonii Warszawa.
Karierę piłkarską rozpoczął w rodzimej Stali. W 2001 trafił do chorzowskiego Ruchu, grającego wówczas w I lidze. W owym klubie rozegrał 14 spotkań, nie strzelając bramki. Na sezon 2002/2003 przeszedł do II-ligowego ŁKS-u Łódź. W łódzkiej drużynie występował do jesieni 2004 roku. Na rundę wiosenną 2003/2004 wyjechał do Płocka, by reprezentować barwy miejscowej Wisły. Grał w niej do rundy jesiennej następnego sezonu. Jak przyznał ówczesny prezes „nafciarzy” Krzysztof Dmoszyński głównym powodem odejścia Dudy była jego gra w zakładach bukmacherskich. W drużynie płockiej był obecny na boisku przez 23 spotkania. Potem podpisał kontrakt z warszawską Polonią do końca sezonu 2004/2005. Następnie grał w II-ligowym Radomiaku Radom. Jesienią 2006 roku wrócił do Mielca, by ponownie reprezentować barwy Stali. Od 2007 do 2013 grał w Rzeszowie.